# Зачеславский, Василий Никифорович
Зачеславский Василий Никифорович (6 июля 1924, Девица, Острогожский район — 1 января 1969, Одинцово, Московская область) — участник Великой Отечественной войны, стрелок взвода пешей разведки 212-го гвардейского стрелкового полка 75-й гвардейской стрелковой дивизии 30-го стрелкового корпуса 60-й армии Центрального фронта, гвардии красноармеец, Герой Советского Союза (1943), позднее — гвардии майор.

## Биография
Родился 6 июля 1924 года в селе Девица (ныне Острогожского района Воронежской области). В 1937 году семья переехала в г. Бикин Хабаровского края, где Зачеславский окончил 10-летнюю школу № 23.
В 1942 году поступил во Владивостокское пехотное училище. Ввиду сложного положения на фронте в начале 1943 года курсантов без присвоения звания направили в действующую армию. 8 марта 1943 года красноармеец Зачеславский стал разведчиком взвода пешей разведки 212-го гвардейского стрелкового полка 75-й гвардейской стрелковой дивизии.
Свою первую награду, медаль «За отвагу», снайпер взвода пешей разведки гвардии красноармеец В. Н. Зачеславский получил за действия на берегах реки Неживка в Орловской области «за то, что 4.08.1943 года вместе с группой бойцов, в разведке водного рубежа для форсирования при наступлении, действовал решительно и храбро. Быстро форсировав реку вброд по горло, пробрались в тыл противника до 500 метров, разведали его расположение, а затем, ударив вместе с наступающей пехотой по противнику, опрокинули его, дав возможность успешно форсировать реку, а затем перерезать грейдерную дорогу».
Особо отличился гвардии красноармеец В. Н. Зачеславский при форсировании реки Днепр севернее Киева, в боях при захвате и удержании плацдарма в районе сёл Глебовка и Ясногородка (Вышгородский район Киевской области) на правом берегу Днепра осенью 1943 года. В составе разведвзвода гвардии лейтенанта В. Ф. Полякова он действовал смело, решительно и отважно, не щадя своей жизни. В представлении к награждению командир 212-го стрелкового полка гвардии полковник М. С. Борисов написал:

В ночь с 21 на 22.9.1943 года взвод пешей разведки получил боевой приказ разведать силы противника в районе Глебовской пристани, села Казаровичи и села Литвиновка. При производстве разведки противник обнаружил разведчиков и открыл пулемётно-миномётный огонь вплоть до орудий. Взвод пешей разведки принял на себя неравный бой с противником, истребив до 30 солдат и офицеров, добыв ценные сведения о силе противника, вернулся в часть.

Гвардии рядовой Зачеславский в этом неравном бою показал образец геройства и умелой разведки сил противника.
Указом Президиума Верховного Совета СССР от 17 октября 1943 года за успешное форсировании реки Днепр севернее Киева, прочное закрепление плацдарма на западном берегу реки Днепр и проявленные при этом мужество и геройство гвардии красноармейцу Зачеславскому Василию Никифоровичу присвоено звание Героя Советского Союза с вручением ордена Ленина и медали «Золотая Звезда».
В. Н. Зачеславский прошёл до конца Великую Отечественную войну, участвовал в войне с Японией.
После войны служил на Дальнем Востоке, окончил Московское военно-инженерное училище, в звании майора был начальником инженерной службы ракетной дивизии.
Умер 1 января 1969 года в Одинцово. Похоронен в посёлке Юдино Московской области.

## Награды
- Медаль «Золотая Звезда» № 1557 Героя Советского Союза (17 октября 1943 года);
- орден Ленина;
- медали.

## Память
- Именем Героя названа школа № 23 г. Бикин, которую он окончил[5].
- Его имя увековечено на обелиске боевой и трудовой славы в г. Хабаровск.